# Alec Trevelyan
Alec Trevelyan (006) známý rovněž jako Janus, je fiktivní postava a hlavní protivník Jamese Bonda, ve filmu z roku 1995 Zlaté oko jej hraje Sean Bean. Postava Aleca Trevelyana se také objevuje videohře z roku 1997 GoldenEye 007.